# Limelette
Limelette is een dorp in de Belgische provincie Waals-Brabant en een deelgemeente van Ottignies-Louvain-la-Neuve. 
Op het grondgebied van de deelgemeente liggen nog enkele gehuchten en wijken zoals Rofessart en Le Buston.

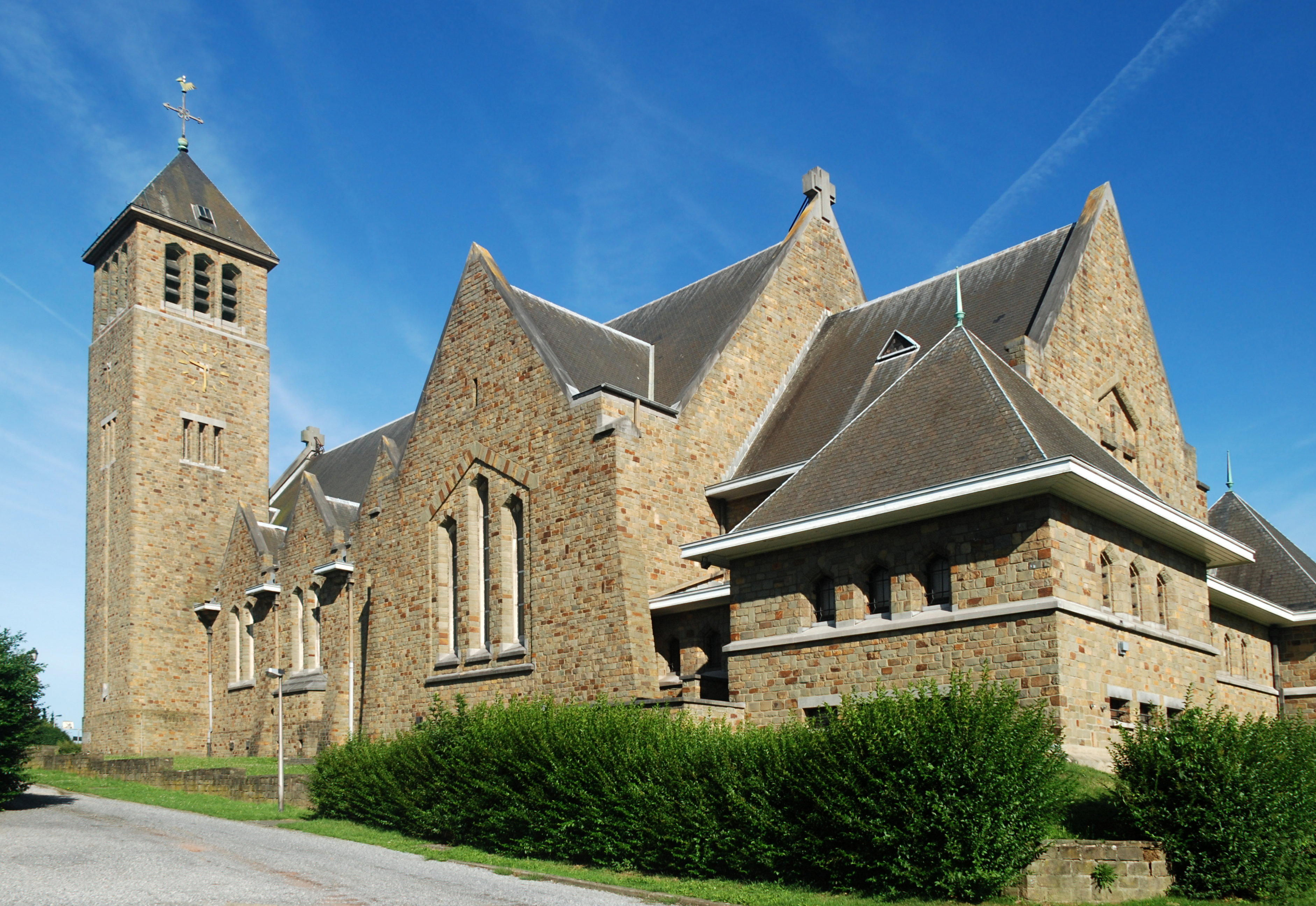
Église Saint-Géry

## Geschiedenis
De Ferrariskaart uit de jaren 1770 toont hier het dorpje Limelette op de linkeroever van de Dijle.
In de eerste helft van de 19de eeuw kwam ten westen van het dorpscentrum van noord naar zuid de steenweg tussen Waver en Genepiën te liggen.
In de jaren 1850 werd ten westen van het dorpscentrum de spoorlijn Leuven-Ottignies geopend. Limelette zelf kreeg geen treinstation, maar met het station Limal amper een kilometer ten noorden en het station Ottignies amper een kilometer ten zuiden werd het dorp toch vlot ontsloten via het spoor.
Verder westwaarts werd over het grondgebied ook de spoorlijn Brussel-Namen aangelegd. Langs die lijn kwam in 1951 een stopplaats ter hoogte van de wijk Le Buston, maar deze werd in 1984 weer gesloten.
Limelette was tot 1 januari 1977 een zelfstandige gemeente, en werd toen deel van fusiegemeente Ottignies-Louvain-la-Neuve.

## Bezienswaardigheden
- De Sint-Gorikskerk (Église Saint-Géry) werd gebouwd in 1953-1955 nadat in 1944 de kerk door oorlogshandelingen werd verwoest. Deze kerk werd gebouwd in zandsteen- en kalksteenblokken.
- Het Kasteel van Limelette, oorspronkelijk van 1887, gebouwd in een schilderachtige vakwerkstijl, werd in 1975 getroffen door brand waarbij slechts de stallen gespaard bleven. In 1987 kwam hier een hotel in.
- Het Château Lambermont werd gebouwd in 1835 in opdracht van de familie Lambermont en ook Auguste Lambermont heeft hier gewoond. Het kasteel is ontworpen in neoclassicistische stijl.
- De Moulin de Beaurecaire was een bovenslagmolen op de Pinchart, tegenwoordig een woonhuis.

## Natuur en landschap
Limelette ligt aan de Dijle terwijl hier de Pinchart vanuit het westen in de Dijle vloeit. De hoogte aan de kerk bedraagt 61 meter.

## Diensten
Limelette huisvest het proefstation van het Wetenschappelijk en Technische Centrum voor het Bouwbedrijf (WTCB).

## Demografische ontwikkeling
- Bronnen:NIS, Opm:1831 tot en met 1970=volkstellingen, 1976= inwonersaantal op 31 december

## Verkeer en vervoer
Ten oosten van het dorpscentrum loopt van zuid naar noord de N238, een westelijke verbindingsweg tussen Louvain-la-Neuve en Waver. Door het westen van Limelette loopt de N275 (Chaussée de Bruxelles) tussen Court-Saint-Étienne en Rixensart.
Door de dorpskern van Limelette loopt de spoorlijn 139 (Leuven-Ottignies). Limelette zelf heeft geen station, maar is ontsloten door station Limal ten noorden en station Ottignies ten zuiden, beide op amper een kilometer van het centrum van Limelette.
Door de deelgemeente loopt ook spoorlijn 161 (Brussel-Namen). Deze lijn had hier de stopplaats Le Buston, maar deze werd in 1984 gesloten.

## Politiek
Limelette had een eigen gemeentebestuur en burgemeester tot de fusie van 1977. Burgemeesters waren onder meer:
- Ephrem Cordier
- Antoine Sténuit

## Geboren
- Auguste Lambermont (1819-1905), politicus
- Charles Van Oemberg (1824-1901), beeldhouwer

## Nabijgelegen kernen
Ottignies, Limal, Rixensart
Deelgemeenten: Céroux-Mousty · Limelette · Ottignies

Overige plaatsen: La Baraque · Blanc Ry · Les Bruyères · Céroux · Croix · Ferrières · Franquenies · Louvain-la-Neuve · Mousty · Petit Ry · Pinchart · Rofessart · Stimont · Le Tri

Belgische gemeenten · Arrondissement Nijvel · Waals-Brabant · Wallonië